# Паровозы-памятники (Ростов-на-Дону)
 Паровозы-памятники — памятники паровозам в Ростове-на-Дону Ростовской области. 

## История

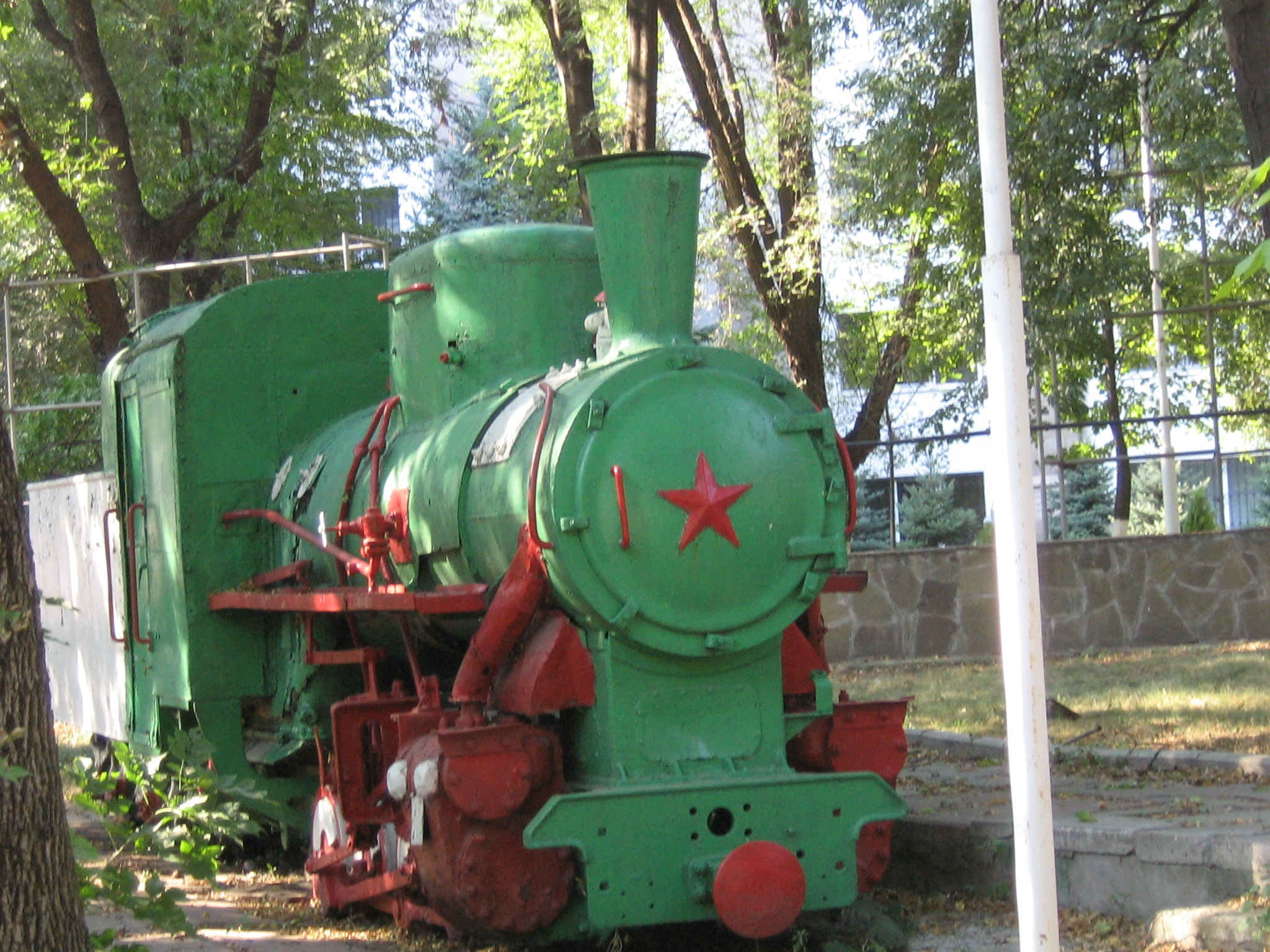
Мемориальный паровоз Кп4-483 в парке РГУПС, Ростов-на-Дону

Город Ростов-на-Дону  —  крупный железнодорожный узел. Через город проходит железнодорожный путь Санкт-Петербург — Ростов — Кавказ и др. В городе функционирует Ростовский государственный университет путей сообщения. В городе в парке Островского в Первомайском районе с 1940 года работает детская железная дорога.  В разных городах Ростовской области установлены памятники паровозом. Два из них находятся в Ростове-на-Дону.
Памятник узкоколейному паровозу Кч4-101 установлен на Привокзальной площади Ростова-на-Дону. Этот паровоз ранее работал на детской железной дороге, после чего был списан. В 1982 году он был установлен около клуба «Юный железнодорожник», а в начале 2000-х годов был перенесен  на Привокзальную площадь и установлен на постамент. 
Паровоз работает на узкоколейной железной дороге, построен в 1949 в Чехословакии на заводах Škoda (зав. № 2139). Колёса паровоза оборудованы тормозами, но зимой для улучшения сцепления его колёс с дорогой  использовался песок. Ящик с песком расположен на верхней поверхности его топки. Если паровоз не мог заехать на горку или остановиться, съезжая с неё, машинист открывал клапан и песок начинал сыпаться на рельсы, тем самым улучшая сцепление колёс с дорогой.
Паровоз-памятник Кп4-483 установлен в Ростове-на-Дону на проспекте Ленина у здания Ростовского государственного университета путей сообщения (РГУПС). Паровозы Кп4 (транскрипция польского обозначения Кп4) — узкоколейный паровоз типа 0-4-0, производились в Польше, поставлялись в СССР. Для советских железных дорог было поставлено 790 таких паровозов. К настоящему времени сохранилось некоторое количество в виде паровозов-памятников, в музеях и на детских железных дорогах.